# Mareil-en-France
 Mareil-en-France  es una población y comuna francesa, en la región de Isla de Francia, departamento de Valle del Oise, en el distrito de Sarcelles y cantón de Luzarches.

## Demografía
| 330 | 315 | 369 | 450 | 475 | 498 |
| Para los censos de 1962 a 1999 la población legal corresponde a la población sin duplicidades (Fuente: INSEE [Consultar]) |     |     |     |     |     |

## Personajes ilustres
- Félix Mathieu Joffre (1903-1989), escultor nacido en la localidad.